# غرفة التجارة الأمريكية للمرأة
تأسست غرفة التجارة الأمريكية للمرأة في عام 2001 لزيادة فرص النمو الاقتصادي للمرأة. تعمل غرفة التجارة الأمريكية للمرأة، باعتبارها منظمة قومية فريدة من نوعها، بالتعاون مع أكثر من خمسمائة ألف عضو من أعضائها، ومع الشركاء القوميين والمحلين المرتبطين بها، والشخصيات المؤثرة لفتح الباب لصاحبات الأعمال وأصحاب المهن المحترفين.

## التركيز
تضمن بؤر التركيز الرئيسية لغرفة التجارة الأمريكية للمرأة الوصول لأسواق العقود الحكومية، والوصول لرأس المال لبدء العمل التجاري والنمو، والوصول للمكتب السياسي والتعليم والترقي الوظيفي. تعمل الغرفة التجارية الأمريكية للمرأة في كل بؤرة على إدخال المرأة ضمن التيار الرئيسي، وتوفير الوصول للتقدم الاقتصادي.

## نبذة تاريخية
ربحت الغرفة التجارية الأمريكية للمرأة، في عام 2005، دعوى قضائية ضد إدارة التجارة الأمريكية لإقامة المشاريع الصغيرة لفشلها في إنفاذ قانون صدر في عام 2000 بشأن البرامج المستهدفة لتنحية الشركات التي تملكها النساء والتي تستهدف العقود الاتحادية. حيث أُسِس برنامج التنحي للمساعدة على إنهاء التفاوت في الاتفاقيات التي تواجهها المرأة. وبالرغم من ملكية المرأة لحوالي 30 % من كل الأعمال التجارية في الولايات المتحدة، إلا أنها في عام 2007 حصلت على 3.41% فقط من العقود الاتحادية.
أصدرت الغرفة التجارية الأمريكية للمرأة، في عام 2007، ملف مذكرة صديقة لدعم الدعوى الجماعية للمرأة المرفوعة ضد والمارت.
في عام 2008، أدلت مارجوت دورفمان، الرئيس التنفيذي للغرفة التجارية الأمريكية للمرأة، بشهادتها أمام مجلس شيوخ اللجنة المعنية بالصحة، والتعليم، والعمل، والمعاش لدعم قانون ليلي ليدبيتر للأجر العادل لعام 2009 ، واستشهد بشهادتها سين. كما أشار باتريك ليهي، المدير التنفيذي للغرفة التجارية الأمريكية للمرأة، إلى أن إصلاح قانون الأجر العادل يكافئ مَن يلعب بإنصاف فقط متضمنًا صاحبات الأعمال التجارية؛ وجاء ذلك بخلاف قرار المحكمة العليا والذي بدى أنه يمنح ميزة غير عادلة لمَن يخترق قواعد القانون. مصرحًا بأن هذا التشريع سيشجع كل الشركات على معاملة موظفيها بعدل.
كما يتم دعوة قادة وأعضاء الغرفة التجارية الأمريكية للمرأة بانتظام للإدلاء بشهادتهم أمام مجلس النواب الأمريكي، الكونغرس، بشأن المشاريع الصغيرة والقضايا الاقتصادية.
في الثلاثين من يونيو، 2011، قبلت إدارة مؤسسات الأعمال التجارية الصغيرة الغرفة التجارية الأمريكية للمرأة كطرف ثالث مُصدّق لبرنامج التعاقد للأعمال الصغيرة التي تملكها المرأة. كما أسست الغرفة التجارية الأمريكية للمرأة المجلس الوطني لإدارة مؤسسات الأعمال التجارية الصغيرة التي تملكها المرأة لزيادة الفرص من أجل المتعاقدين مع الحكومة الإتحادية بشأن الأعمال التجارية الصغيرة التي تملكها المرأة.
أسست الغرفة التجارية الأمريكية للمرأة، في عام 2014، الموقع الشبكي، أصوت للمرأة، لدعم انتخابات المُرّشَحين الداعمين لأولويات الغرفة الاقتصادية للمرأة.
وقّعت الغرفة التجارية الأمريكية للمرأة، في الحادي عشر من سبتمبر، 2014،  مذكرة صديقة للمحكمة لدعم بيجي يانج في دعواها أمام المحكمة العليا والتي تُفَصِّل التأثير الاقتصادي للمرأة على القوى العاملة.
أعلنت الغرفة التجارية الأمريكية للمرأة، في الثالث من ديسمبر، 2015، أول تأييد رئاسي لها حيث أيدت السكرتير هيلاري كلينتون في سباقه الرئاسي الأمريكي لعام 2016. كما أعلنت الغرفة أن القيادة اختبرت أولويات المنظمة للمرشحين السياسيين الحاليين مع تاريخهم وقدرتهم والتزامهم وكذلك قدرتهم الانتخابية في عملية صنع الاختيار.

## أعضاء المؤسسة
تضم الغرفة التجارية الأمريكية للمرأة مجموعة شاملة من الشركاء وأعضاء المؤسسات من بينهم المنظمات الإقليمية، والقومية والدولية.
- مؤسسة آلاسكا الثامنة
- مؤسسة أريزونا للأعمال التجارية الصغيرة
- أريزونا لبناء الأعمال التجالية للمرأة
- السيدات الأسياوات في الشئون التجارية
- مؤسسة الأعمال التجارية الصغيرة والتكنولوجيا
- الهيكل التنظيمي للمرأة
- مؤسسة مراكز المساعدة الفنية لأمورالمشتريات
- مؤسسة مراكز تطوير المشروعات التجارية الصغيرة
- مؤسسة النساء المتعاقدات
- الشبكة النسائية للأعمال التجارية لمقاطعة هاوارد
- المرأة المحفزة
- شركة تشارو للتطوير المجتمعي
- أخصائيون المجتمع في العلاج الطبيعي
- فستان لأجل النجاح- واشنطون العاصمة
- منظمة المرأة الدولية المالية
- مراكز المساعدة للأعمال القيّمة
- الفتيات في الحكومة
- شبكة سينسيناتي النسائية العظيمة
- الشركة الأسبانية النسائية
- مركز الرؤية المتبصرة لتطوير الاقتصاد المجتمعي
- معهد بحث السياسة النسائية
- مؤسسة الأعمال التجارية اللاتينية
- مؤسسة ميتشيغان للمديرات التنفيذيات
- مؤسسة المرأة القومية بشأن البناء
- تحالف( أقلية) مشروع الأعمال التجارية النسائية
- المركز القومي لمشروع الأمريكيين الهنود
- مجلس التموين القومي
- المؤتمر السياسي القومي للمرأة
- لجنة نبراسكا للمرأة
- رابطة نيوجيرسي لصاحبات الأعمال
- الغرفة التجارية لشبه جزيرة تايد واتر الإسبانية
- سيدات الأعمال المحترفات بكاليفورنيا
- السيدات المحترفات في أعمال البناء
- غرفة سان أنطونيو التجارية للمرأة
- المجتمع الحكومي للمهنيين المسافرين
- رابطة الأخوات المحبة للأمريكتين
- المجلس الاقتصادي التينيسي بشأن المرأة
- اتحاد تقدم المرأة في مجال صناعة البناء
- جامعة جيوروجيا( الجهاز البرازيلي لسياسة المنافسة)
- مؤسسة الفتيات والسيدات
- صاحبات الأعمال بمقاطعة مونتغوميري
- صاحبات الأعمال بمقاطعة الأمير جورج
- رابطة المرأة الدولية للسيارات
- المجلس التجاري للمرأة لشاطئ الخليج
- صندوق جمع الأموال لحملة المرأة
- الغرفة التجارية للمرأة في مقاطعة بالم بيتش
- المؤسسة الرياضية للمرأة